# フランツ・ヘルム

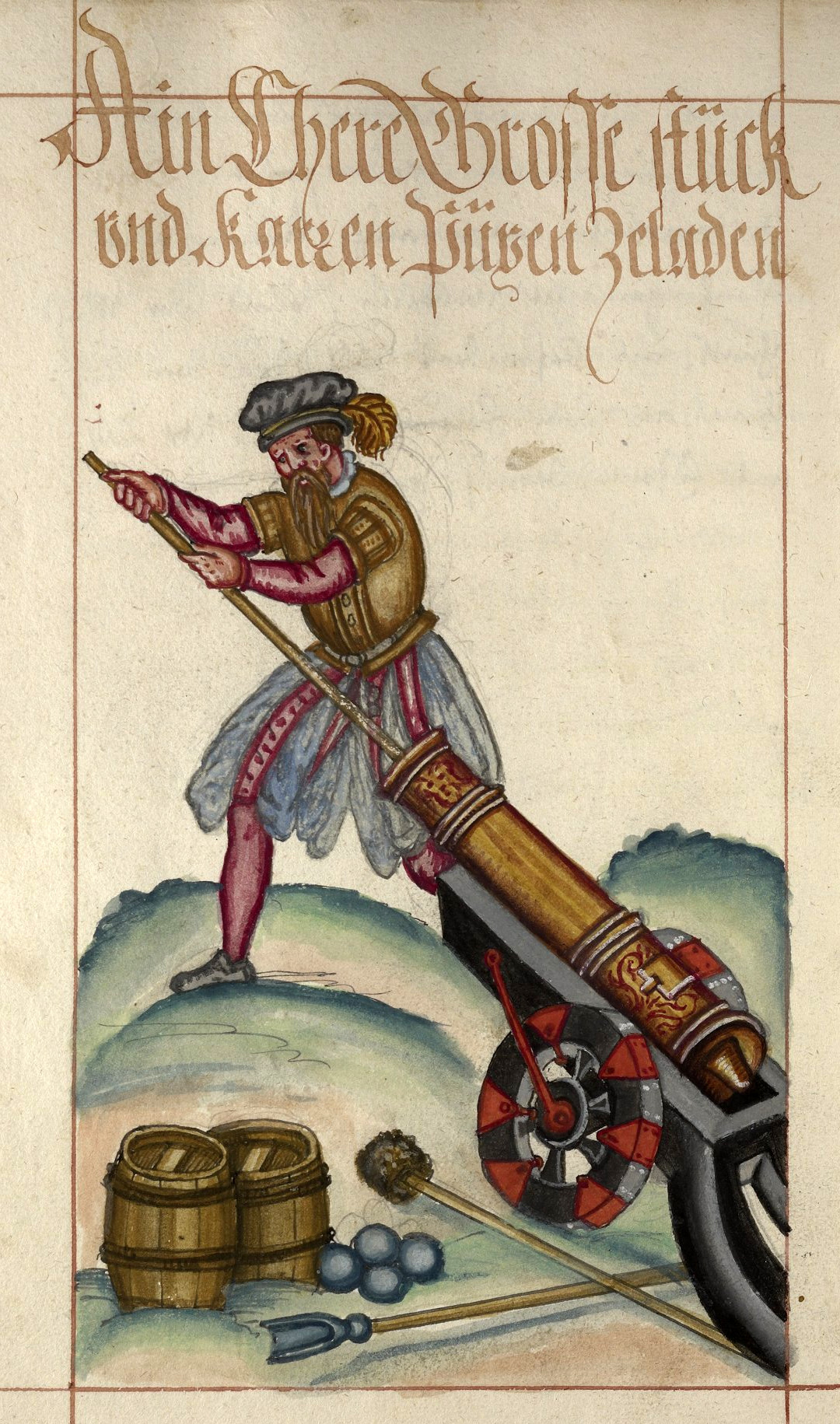
ヘルムの著書『Buch von den probierten Künsten』（1584年の写本）より「大砲に装填する人」

フランツ・ヘルム（独/英: Franz Helm, 1500年頃 – 1567年） は、16世紀前半に活動した大砲製作の技術者、職工、砲術研究者である。

## 概要
彼自身の言によればおそらく1500年ごろ、現在のドイツ西部にあるケルンに生まれた。神聖ローマ帝国皇帝カール5世の軍とともにオスマン帝国と戦った。バイエルン公国（当時）のランツフートへと移った後、バイエルン公のヴィルヘルム4世、ルートヴィヒ10世 、アルブレヒト5世に仕えた。

## 著作
ヘルムの著書のうち、2つが現代に残されている。1520年代にも理想的な兵器工廠について包括的な説明を記しているが単独の書籍としては残されておらず、後年の書である『Buch von den probierten Künsten（実践技法の書）』のいくつかのテキストに編入された形で見ることができる。これは彼の晩年のパトロンとなったバイエルン公・アルブレヒト5世に手稿の形で贈呈された。この本がバイエルンの軍隊に実際的な影響を与えたかどうかは定かでないが、後にミュンヘンのマルシュタル広場（Marstallplatz）に作られた王立兵器工廠はヘルムの推奨する形に沿っている。
本は近代的な要素を含みつつも、その当時までにはまったく伝統的となっていた方式にも従っている。多くの過去の本における説明を一字一句複製し、例えば1420年に書かれ高い評価を得ていた『Feuerwerkbuch（火薬の書）』などと同じ様式をもって構成されている。
ヘルムは自身の本を編纂する中で、古い技術書からの引用を行ったことをいくつかの個所に記している。彼は過去の素材を使用することに敬意を払っていたが、時代遅れな手法に対しては避けることなく非難した。例えば、いくつかの旧式な大砲の部品について彼は珍奇な骨董品のように記述し、『Feuerwerkbuch』に書かれた砲術のひとつについて「奇妙」だと述べた。そして新しい手法や機材を使った最新の情報を与えたのである。彼は新しい砲術についてさまざまな個所で「斬新な」「より優れた」と明示している。
彼の本は写本の形でひろく流通していたが、1625年になって『Armamentarium principale oder Kriegsmunition und Artillerie-Buch（兵器工廠の原則、または戦争物資と大砲の書）』と題され初めて印刷された。

## ロケット猫
ヘルムが記した手法の中に、その挿絵で注目を集めたものがある。「ロケット猫（Rocket cat）」とも呼ばれるこの絵は、猫と思われる動物が背中に乗せたロケットで城あるいは要塞化された都市に向かって推進しているように見える。挿し絵には同じくロケット推進のような鳩も描かれている。挿絵はヘルムの本の異なる写本に様々な形で見られ、1625年の印刷版も同様である。この挿絵が添えられた章は「他に手段がない場合に城や都市に火をつける方法」と題され、着火具をくくり付けた動物を使って要塞化した拠点に火災を起こす手法に関して以下のように述べている。
火矢のような小さな袋を作れ――町や城を狙うときには、その場所から猫を捕まえてくる。そして袋を猫の背中にくくり付けて着火し、よく燃え上がらせた後に猫を放つ。すると猫はもっとも近い城や町に駆け込み、恐ろしさのあまり最後には納屋の干し草や麦藁の中に隠れようとしてこれに火をつけることだろう。
ヘルムの手稿のコピーを所有するペンシルベニア大学の Mitch Fraas はヘルムがこの放火戦術を実際に使用したという確たる証拠はないとし「突拍子もない作戦で、実にひどいアイデアだと感じる。動物たちが元の場所へ戻っていくとは考えにくく、むしろ自軍のキャンプに放火する可能性が高いだろう」と述べている。
動物を用いた放火を計画あるいは実行したのはヘルムが最初ではない。聖書に登場する英雄サムソンは、300頭の狐の尻尾にたいまつを取り付け、恐慌の状態で走り回るままにしてペリシテ人の土地を焼いた。
初期のサンスクリットの文献にはロシア人やスカンディナヴィア人の先祖たちが着火具を装着した猫や鳥についての言及があり、一方、北宋の兵法書『虎鈐経』（1004年）およびその引用を含む『武経総要』（1044年）には、敵の穀倉に火災を起こすことを期待して着火物を動物に取り付ける「火獣」についての一連の記述と図版がみられる。
ロシアの『原初年代記』には、10世紀のキエフ大公国大公妃オリガが、夫のイーゴリ1世を殺害したドレヴリャーネ族に対して燃え上がる鳥を使って報復したことが記される。
オルガは（ドレヴリャーネ族の）家々からそれぞれ三羽の鳩と三羽の燕を求めた。オルガは集まった鳩や燕を兵士らに渡すと、小さな布きれを結んだ硫黄のかけらを糸で鳥たちにつなぐよう命じた。夕暮れとなり、オルガは鳥を放てと命じる。そこで鳥たちは彼らの巣、鳩は小屋へ、燕は軒下へと飛んで行った。こうして鳩小屋や鶏小屋、ポーチや乾草の山に火がつけられた。家々のすべてに火の手が一斉に上がったため、焼き尽くす炎を免れた家はなく、火を消す手立てもなかった。

## 訳注
1. ↑  火薬兵器の製造と運用に関する指導書
2. ↑  元記事では狐（fox）と書かれるがジャッカルとされる場合もある